# 悪役

漫画などで描かれる悪役のステレオタイプ

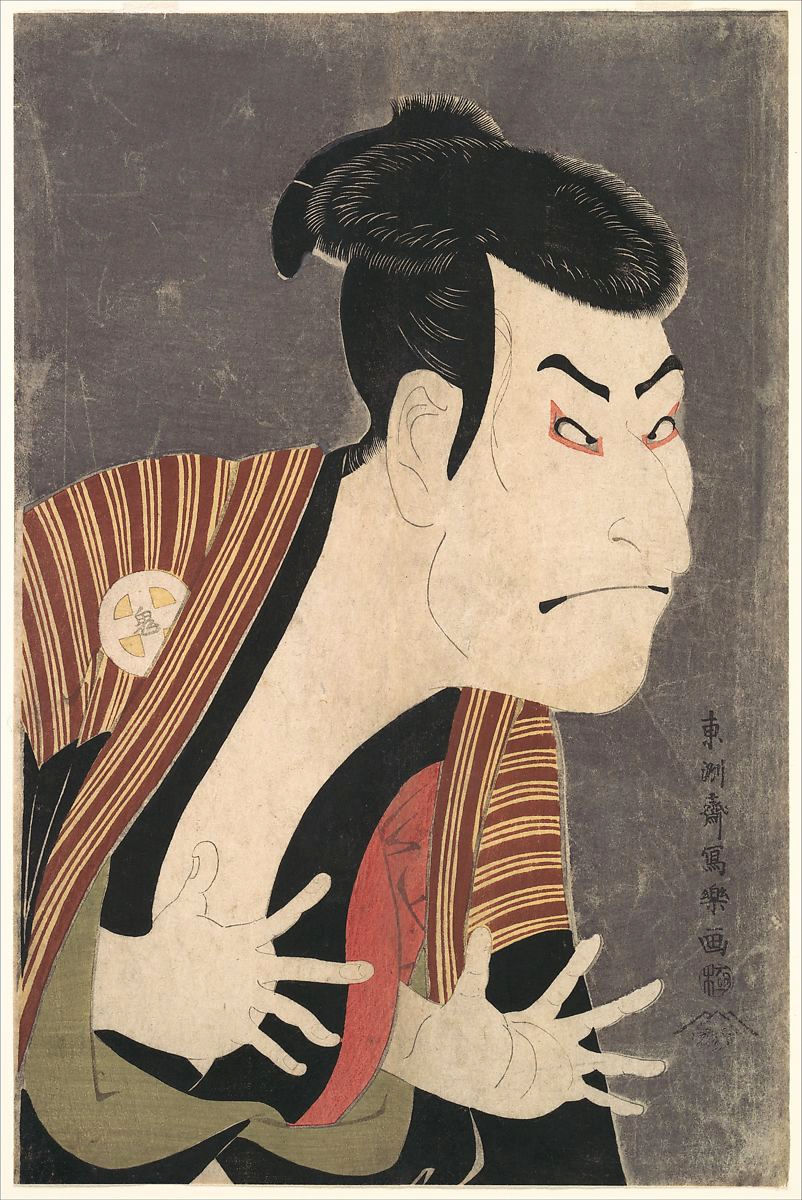
歌舞伎の有名な敵役（悪形）、江戸兵衛（えどべえ）／画像は、東洲斎写楽の役者大首絵『三代目大谷鬼次の奴江戸兵衛』で、主人公から大金を奪い盗ろうとにじり寄る悪人・江戸兵衛を演じる歌舞伎役者・三代目大谷鬼次（二代目中村仲蔵）を描いたもの。

悪役（あくやく）は、第一義には物語性のある芝居やその他の作品全般において悪人を演じる役、また、その演者をいう。
第二義には、第一義から転じて比喩的に憎まれ役（他者から憎まれる役回り）を指す。
さらには、人間の織りなす歴史を物語に譬える概念の下、特定の価値観において悪人と見える立ち回りの目立つ人物を「悪役」呼ばわりすることもある。また、政治的意図をもって悪人もしくは悪役に仕立て上げられる人物がいるのも、歴史である。
歌舞伎では、「悪役」の第一義を指して、悪人形 / 悪人方（あくにんがた）、悪形 / 悪方（あくがた）、悪方（いやがた）など、様々に呼んでいたが、最終的には「悪役」とはニュアンスの異なる「敵役（かたきやく）」という言い回しに落ち着いた。

## 概要
悪役は特に勧善懲悪などの要素を含む物語では必要不可欠の要素である。悪役がふてぶてしく立ち回ることにより主人公の存在感をより鮮明にし、また主人公やその仲間に倒されることで、見る者にカタルシス（浄化作用）を与える。基本的には物語の根底を彩り、主役たちを引き立たせる重要な存在である。したがって、悪役が魅力的であればあるほど物語の完成度は高くなる。

## 古典文学
古典文学では、悪役のキャラクターは、近代やポストモダンの作品に登場するものとは必ずしも同じではない。というのも、道徳観の境界線が曖昧な感覚を示すためにぼかされたり、歴史的背景や文化的な考え方に影響されたりすることが多いからである。古典文学においてヒーローとヴィランの定義は、はっきりしないことがよくある。
ウィリアム・シェイクスピアは、悪役の原型を三次元的な特徴を持つようにモデル化し、現代文学で悪役が見せる複雑な性質に道を開いた。しかし、シェイクスピアが歴史上の人物を描写する際には、チューダー朝の情報源からもたらされるプロパガンダ作品の影響を受けており（彼の作品にはそのような偏りが見られる）、彼らの評判を落とすことが多かった。例えば、シェイクスピアはリチャード3世を、腹立ち紛れに一族を滅ぼした醜い怪物として描いたことで有名である。

## 民話や童話

### ロシアの童話
ロシアの童話を分析したウラジーミル・プロップは、大部分の物語には8つの「ドラマチス・ペルソナ」しかなく、そのうちの1つは悪役であると結論づけている:79。この分析は、ロシア以外の物語にも広く適用できると考えられている。悪役の領域に該当する行為は以下の通りである。
- 物語の発端となる悪事や悪行で、悪役が主人公やその家族に危害を加えるもの
- 主人公と悪役の間の対立、また、戦いやその他の競い合い
- 主人公が戦いに勝利したり、悪役から何かを得ることに成功した後に、主人公を追いかける。

これらの特徴を持つキャラクターは、必ずしも童話というジャンルに特有の比喩的な存在ではないが、特定の行為を行う者が悪役であることを意味している。そのため、悪役は、物語の冒頭で登場する場合と、主人公が探し求める人物として登場する場合と、1つの物語の中で2回登場し、一定の役割を果たすことになる:84。
ウラジーミル・プロップの分析と一致する行動や特徴を持ったキャラクターは、純粋な悪役として認識されることになる。民話やおとぎ話の悪役は、物語に影響を与えたり、進めたりする無数の役割を果たすこともある。童話では、悪役が影響力のある役割を果たすことがある。例えば、主人公と戦って逃げた魔女を主人公が追いかけるのは、魔女が「導き手」の役割を果たしていることにもなり、結果的に手助けする者としての役割を果たしていることになる:81。
また、プロップは、物語の中での悪役の役割について、より一般的な意味で悪党っぽく描くことを可能にする別の2つの原型を提示した。一つ目は、「偽りの主人公」である。このキャラクターは常に極悪であり、ハッピーエンドのために主人公は打破されなければならないという誤った主張を提示する:60。この特徴を示し、物語の主人公の成功を妨害するキャラクターの例としては、靴に合わせるために足の一部を切り落とした『シンデレラ』の醜い義姉たちが挙げられる。
悪役のもう一つの役割は、主人公をクエストに送り出す「派遣者」である。物語の最初の段階では、彼らの依頼は善意や無邪気なものに見えるかもしれないが、派遣者の本当の意図は、彼らを排除することを望んで主人公を旅に送ることかもしれない:77。
また、悪役が物語に与える役割や影響は、他のキャラクターに引き継がれることもあり、他のキャラクターを通して物語の中でその役割を継続させることができる。悪役の遺産はしばしば血統のもの（家族）や献身的な支持者によって引き継がれることが多い。例えば、ドラゴンが悪役を演じていたが主人公に殺されてしまった場合、別のキャラクター（ドラゴンの妹など）が前の悪役の遺産を受け継ぎ、復讐のために主人公を追いかけるかもしれない:81。

### 悪役のアーキタイプ
おとぎ話のジャンルでは、物語を推し進め、主人公の旅に影響を与える重要な要素として悪役が登場する。これらは、他の文学作品に登場するような洗練されたものではないが、アーキタイプとして知られている。アーキタイプの悪役は、このジャンルではよく登場し、主人公や物語に異なる影響を与える様々なカテゴリーに分類される。

#### 偽のドナー（贈与者）
偽のドナーとは、目的を達成するために策略を用いる悪役である。多くの場合、偽のドナーは善意の人物を装い、主人公（またはその関係者）に影響を与え、取引を持ちかける。その取引は、それを受け入れた者に短期的な解決策や利益を提示し、その代わりに長期的には悪役に利益をもたらす。物語のクライマックスでは、主人公は悪役を倒すために、あるいはハッピーエンドを達成するために、お互いの合意を修正する方法を見つけなければならないことが多い。
同様に、悪魔のアーキタイプもまた、主人公（またはその関係者）に申し出をして、そのニーズや欲望に訴えかけるものである。しかし、悪魔はその意図を主人公に隠すことはない。その後のストーリーでは、被害が拡大する前に合意を破棄/取り消ししようとする主人公の旅が描かれることが多い。

#### ビースト（野獣）
ビーストとは、自らの目的を達成するために、本能や破壊を引き起こす能力に頼るキャラクターのことである。彼らの行動の悪意は、他者（または他者の幸福）への配慮や繊細さを欠いた行動であるため、容易に識別できることが多い。暴れまわる悪役は、非常に強力な個人や暴れまわる獣の形態をしているが、破壊との親和性のため、より危険な悪役の典型の一つとなっている。

#### オーソリティ・フィギュア
オーソリティ・フィギュアとは、すでに一定の地位と権力を獲得しているが、常にそれ以上のものを求めている人物である。彼らは、物質的な豊かさや著名な地位、強大な権力への欲求に駆られ、君主やコーポレーションのトップ、その他の権力者として登場することがよくある。彼らの最終的な目標は、神秘的な手段や政治的工作によって、企業、国家、または世界を完全に支配することである。多くの場合、この悪役は自分の欲やプライド、傲慢さによって倒されることになる。

#### トレイター（裏切り者）
トレイターは、目的を達成するために、策略、裏工作、欺瞞の特性を強調する悪役である。その目的は、多くの場合、自らの自由や安全と引き換えに主人公の敵対者に情報を提供し、彼らの旅を止めることにある。トレイターの目的は必ずしも悪ではないが、その目的を達成するために行う行動は本質的に悪であると考えられている。